# Instituto de Ciência Aplicada e Tecnologia
O Instituto de Ciência Aplicada e Tecnologia é uma unidade de transferência de tecnologia da Faculdade de Ciências da Universidade de Lisboa. A partir de 2005, o ICAT constitui-se como incubadora de empresas da FCUL. 